# Santa Rita do Itueto
Santa Rita do Itueto är en kommun i Brasilien.   Den ligger i delstaten Minas Gerais, i den sydöstra delen av landet, 800 km sydost om huvudstaden Brasília. Antalet invånare är 5 700.
Omgivningarna runt Santa Rita do Itueto är huvudsakligen savann. Runt Santa Rita do Itueto är det glesbefolkat, med 10 invånare per kvadratkilometer.